# 1914 a vasúti közlekedésben
Ez a szócikk a 1914-ben történt vasúti eseményeket mutatja be.

## Események Magyarországon
- Az 1914. évi VII. törvénycikk módosította 1912. évi XLVIII. törvénycikk 4. §-át „Az Ogulintól Knin irányában létesitendő államvasuti vonal megépitéséről”
- Október 14. - átadják az akkori nevén dalmát vasútvonal, mai nevén Lika vasútvonal első szakaszát Oštarije–Plaški között 26 km hosszan.